# Sol (Madrid)
Pour les articles homonymes, voir Sol.
Le quartier de Sol est un quartier administratif de Madrid situé dans le district Centro.
La Puerta del Sol, le Monastère des Déchaussées royales et la Plaza Mayor sont situés dans le quartier.
D'une superficie de 44,5128 hectares, il accueille 7 546 habitants (Septembre 2019).